# Ejnar Hans Jensen
Ejnar Hans Jensen (født 7. september 1937) er en dansk skuespiller.
Han blev uddannet på skuespillerskolen i Århus, 1964. Har gennem adskillige årtier optrådt på Århus Teater. Ved siden af teateret er det blevet til enkelte optrædener i radiospil og tv-produktioner.

## Udvalg af roller

### Teaterproduktioner
- Mein Kampf – (som Schlomo Herzl), Svalegangen
- Giraffen fra New Orleans – (som M. Pinnemand), Århus Teater
- La Cage aux Folles (som "Edvard Dindon")' Århus Teater 1987
- Lyset over Skagen – (som P.S. Krøyer), Svalegangen 1989
- Hjælp, det er jul – (som familefaderen), Århus Teater 1989 og 1990
- Sanering – (Inspektøren), Århus Teater 1992
- Gösta Berlings Saga – (Kaptajn Kristian Berg), Århus Teater

### Radiospil
- De røde fjer
- Valdemar Atterdag
- Jul i mormors hus

### Tv-produktioner
- Jul på Slottet – (som alkymisten Astralius), 1986
- Dronningens Flyttedag – (som amatørdramatikeren Hannibal), 1992
- Hallo det er jul – (som postbudet), 1995
- Krøniken -(som lægen), 2006